# Paulo de Caen

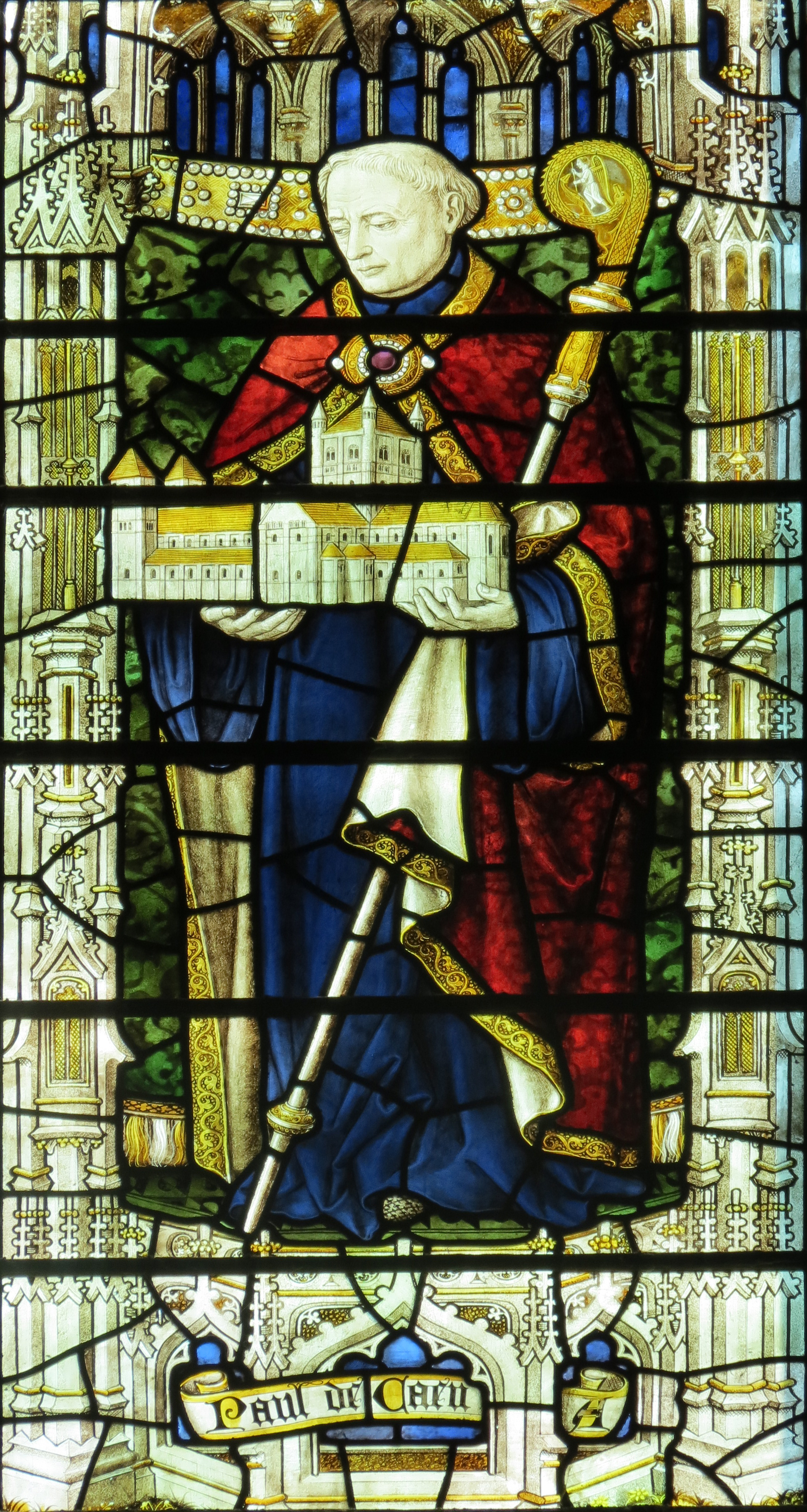
Paulo de Caen nos vitrais da abadia de St-Albans.

Paulo de Caen, monge beneditino de origem normanda, foi o décimo quarto abade da Abadia de St. Albans em 1077, tendo mantido a posição até 1093. O abade também era sobrinho do arcebispo Lanfranco da Cantuária.
Paulo foi um monge da Abadia dos Homens, em Caen. Era um construtor enérgico na Abadia, tendo trabalhado com materiais das ruínas de Verulâmio romano, coletadas pelos antigos abades Aldredo e Ealmer. Ele também adotou uma linha firme, voltada às reverências mais antigas, desconsiderando algumas relíquias e tumbas anglo-saxônicas, e permitindo a incorporação de trabalhos religiosos mais antigos em pedra, garantindo assim, paradoxalmente, sua preservação para a arqueologia. Paulo também é reconhecido por ter incentivado a transcrição de manuscritos.